# Нововасилевка (Харьковская область)
Нововасилевка (укр. Нововасилівка) — село,
Петро-Ивановский сельский совет,
Двуречанский район,
Харьковская область, Украина.
Код КОАТУУ — 6321884003. Население по переписи 2001 года составляет 55 (28/27 м/ж) человек.

## Географическое положение
Село Нововасилевка находится на левом берегу реки Верхняя Двуречная, выше по течению в 2-х км расположено село Колодезное, ниже по течению в 2-х км — село Петро-Ивановка, на противоположном берегу село Митрофановка.

## Происхождение названия
В некоторых документах село называют как Нововасильевка или Ново-Васильевка.

## История
- 1875 — дата основания.